# Anthony Wall

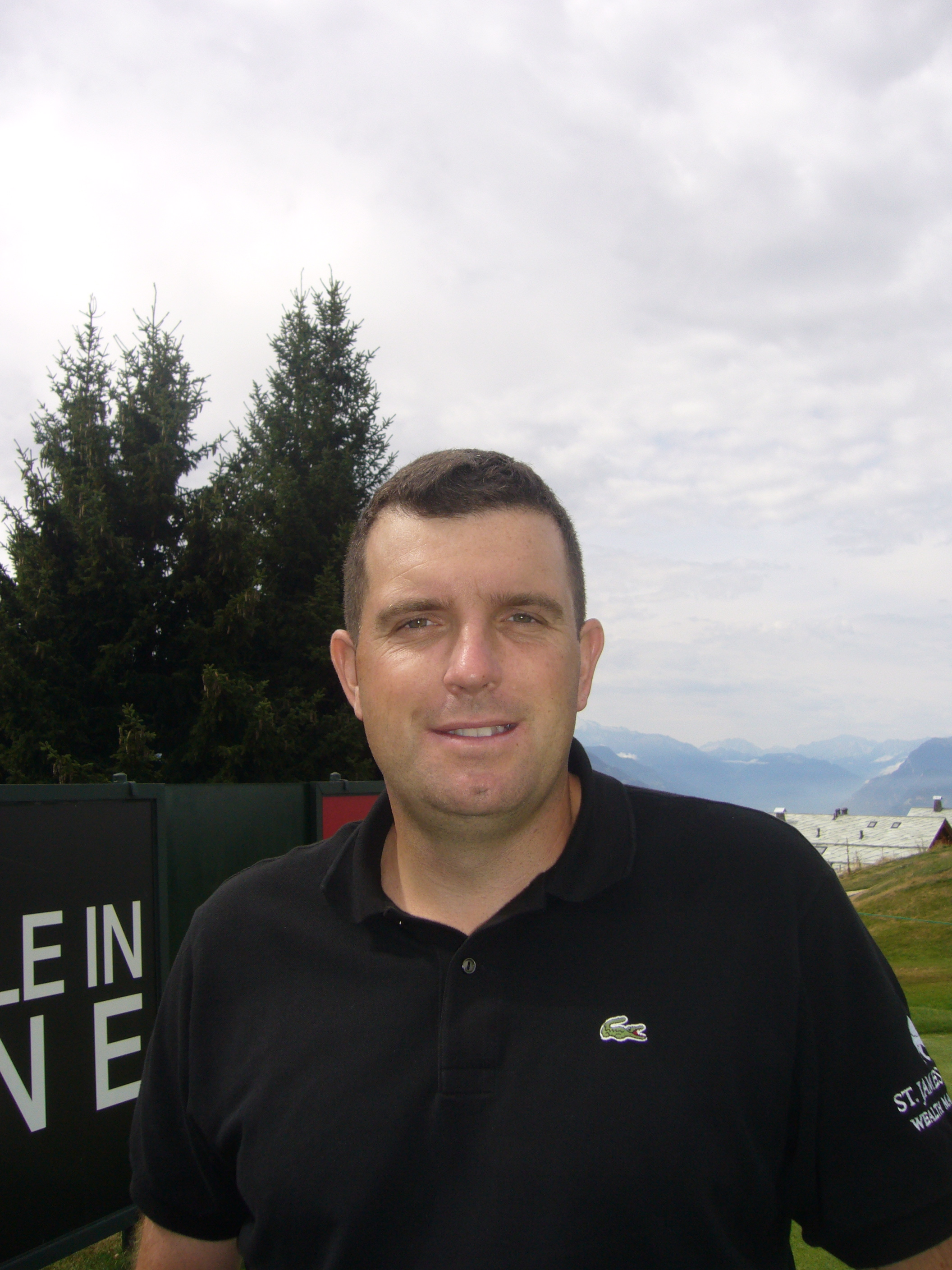
European Masters 2009.

Anthony David Wall (Londen, 29 mei 1975) in een professioneel golfer uit Engeland. 

## Amateur
Als 15-jarige had Wall het voorrecht samen met Nick Faldo op Sunningdale te trainen. Samen met Steve Webster werd hij in 1994 clubkampioen foursomes.

### Gewonnen
- 1993: Golf Illustrated Gold Vase

### Teams
- Jacques Leglise Trophy (namens Groot-Brittannië): 1993 (winnaars)

## Professional
Wall werd in 1995 professional en speelt sinds 1998 op de Europese PGA Tour (ET). Hij eindigde steeds in de top 90 en behield zijn spelerskaart.
Zijn topjaar was 2006, waarin hij als beste Engelse speler 11de werd bij het Brits Open en op de Order of Merit op de gedeelde 11de plaats eindigde. In 2008 eindigde hij op een gedeelde tweede plaats bij de Volvo Masters en op de 22ste plaats van de Order of Merit.

### Gewonnen
- 2000: Alfred Dunhill Kampioenschap (ET, ST) in Zuid-Afrika.

### Teams
- The Royal Trophy (namens Europa): 2007 (winnaars)